# Stille Muziek
Stille Muziek is een compositie van de Oekraïense componist Valentin Silvestrov. Het is gecomponeerd voor strijkorkest.
Eind jaren 80 van de 20e eeuw gaat het muzieklabel ECM Records van Manfered Eicher naast jazzmuziek ook klassieke muziek uitgeven (ECM New Series). In eerste instantie wordt gedacht aan werken van nog levende componisten, later wordt dat uitgebreid naar klassieke muziek door de eeuwen heen. Tijdens de zoektocht voor toepasselijke muziek , ECM brengt over het algemeen rustige muziek uit, komt Eicher in aanraking met de compositie Stille Liederen van Silvestrov. Hij vindt de muziek mooi en toont belangstelling om het werk op te nemen, wat later ook zou gebeuren.
Silvestrov eert met deze compositie de moed die Eicher heeft getoond door “dit soort” composities uit te geven; ECM heeft daarin een voortrekkersrol. Net als Stille Liederen is Stille Muziek dan ook zeer rustige muziek, een beetje new ageachtig, toch kan deze compositie qua stijl ook tijdens de barok zijn uitgegeven.

## Delen
- Walzer des Augenblicks
- Abendserenade
- Augenblicke der Serenade

## Bron en discografie
- Uitgave ECM Records: Kamer Orkest München o.l.v. Christoph Poppen; het orkest is gespecialiseerd in muziek uit het baroktijdperk, hetgeen goed past bij de te spelen muziek.